# Chlorochaeta flavicans
Chlorochaeta flavicans là một loài bướm đêm trong họ Geometridae.